# Mistrovství světa v plavání v krátkém bazénu 2014
XII. mistrovství světa v plavání v krátkém bazénu se konalo v prosinci 2014 v Kataru. Dějištěm bylo Hamad Aquatic Centre v Dauhá. Účastnilo se 167 zemí, z nichž 24 se umístilo v medailovém pořadí.

## Výběr pořadatele
V listopadu 2011 byla stažena kandidatura sicilské Catanie, protože italská vláda se finančně nezaručila. 4. dubna 2012 pak bylo zvoleno město Dauhá.

## Medailové pořadí zemí
| Pořadí | Země           | Zlato | Stříbro | Bronz | Medailí celkem |
| ------ | -------------- | ----- | ------- | ----- | -------------- |
| 1      | Brazílie       | 7     | 1       | 2     | 10             |
| 2      | Maďarsko       | 6     | 3       | 2     | 11             |
| 3      | Nizozemsko     | 5     | 1       | 6     | 12             |
| 4      | JAR            | 4     | 1       | 0     | 5              |
| 5      | Španělsko      | 4     | 0       | 0     | 4              |
| 6      | Japonsko       | 3     | 3       | 4     | 10             |
| 7      | Francie        | 3     | 2       | 3     | 8              |
| 8      | Švédsko        | 3     | 1       | 0     | 4              |
| 9      | USA            | 2     | 9       | 6     | 17             |
| 10     | Dánsko         | 2     | 1       | 3     | 6              |
| 11     | Austrálie      | 1     | 5       | 4     | 10             |
| 12     | Rusko          | 1     | 4       | 4     | 9              |
| 13     | Itálie         | 1     | 2       | 3     | 6              |
| 14     | Německo        | 1     | 1       | 2     | 4              |
| 15     | Polsko         | 1     | 1       | 1     | 3              |
| 16     | Jamajka        | 1     | 1       | 0     | 2              |
| 16     | Litva          | 1     | 1       | 0     | 2              |
| 18     | Velká Británie | 0     | 7       | 1     | 8              |
| 19     | Čína           | 0     | 2       | 1     | 3              |
| 20     | Tunisko        | 0     | 1       | 0     | 1              |
| 21     | Ukrajina       | 0     | 0       | 2     | 2              |
| 22     | Kanada         | 0     | 0       | 1     | 1              |
| 22     | Srbsko         | 0     | 0       | 1     | 1              |
| Celkem | Celkem         | 46    | 47      | 46    | 139            |

## Překonané světové rekordy
Během šampionátu padlo 21 světových rekordů. Jamajčanka Alia Atkinson navíc dokázala vyrovnat světové maximum na 100 m prsa časem 1:02,36.
| Datum | Disciplína               | Jméno                                                                 | Stát       | Čas     |
| ----- | ------------------------ | --------------------------------------------------------------------- | ---------- | ------- |
| 3.12. | 200 m motýl ž            | Mireia Belmonte                                                       | Španělsko  | 1:59,61 |
| 3.12. | 400 m polohový závod ž   | Mireia Belmonte                                                       | Španělsko  | 4:19.86 |
| 3.12. | 4 × 200 m volný způsob ž | Inge Dekker Femke Heemskerk Ranomi Kromowidjojo Sharon van Rouwendaal | Nizozemsko | 7:32,85 |
| 4.12. | 100 m motýl m            | Le Clos                                                               | JAR        | 48,44   |
| 4.12. | 100 m znak ž             | Katinka Hosszú                                                        | Maďarsko   | 55,03   |
| 4.12. | 4x50 m polohový závod m  | Stanislav Donetc Sergei Geibel Aleksandr Popkov Evgeny Sedov          | Rusko      | 1:32,78 |
| 4.12. | 4x50 m polohový závod m  | Guilherme Guido Felipe Silva Nicholas Santos César Cielo              | Brazílie   | 1:30,51 |
| 5.12. | 50 m volný způsob m      | Florent Manaudou                                                      | Francie    | 20,26   |
| 5.12. | 100 m polohový závod ž   | Katinka Hosszú                                                        | Maďarsko   | 56,70   |
| 5.12. | 200 m znak ž             | Katinka Hosszú                                                        | Maďarsko   | 1:59,23 |
| 5.12. | 4x50 m polohový závod ž  | Mie Nielsen Rikke Pedersen Jeanette Ottesen Pernille Blume            | Dánsko     | 1:44,04 |
| 5.12. | 4x100 volný způsob ž     | Inge Dekker Femke Heemskerk Maud van der Meer Ranomi Kromowidjojo     | Nizozemsko | 3:26,53 |
| 6.12. | 200 m polohový závod ž   | Katinka Hosszú                                                        | Maďarsko   | 2:01,86 |
| 6.12. | 50 m znak m              | Florent Manaudou                                                      | Francie    | 22,22   |
| 6.12. | 4x50 m polohový závod m  | Vladimir Morozov Evgeny Sedov Oleg Tikhobaev Sergei Fesikov           | Rusko      | 1:22,60 |
| 6.12. | 4x50 m volný způsob mix  | Josh Schneider Matt Grevers Madison Kennedy Abbey Weitzeil            | USA        | 1:28,57 |
| 7.12. | 100 m polohový závod m   | Markus Deibler                                                        | Německo    | 50,66   |
| 7.12. | 50 m znak ž              | Etiene Medeiros                                                       | Brazílie   | 25,67   |
| 7.12. | 100 m motýl ž            | Sarah Sjostrom                                                        | Švédsko    | 54,61   |
| 7.12. | 4x50 m volný styl ž      | Esmee Vermeulen Ranomi Kromowidjojo Maud van der Meer Inge Dekker     | Nizozemsko | 1:35.74 |
| 7.12. | 4x50 m volný styl ž      | Inge Dekker Femke Heemskerk Maud van der Meer Ranomi Kromowidjojo     | Nizozemsko | 1:34.24 |